# Ehrenheimska partiet
Ehrenheimska partiet var under riksdagarna 1873-1887 beteckningen på den högerinriktade och tullvänliga gruppering i första kammaren som tidigare kallades första kammarens konservativa grupp och hade godsägaren Pehr von Ehrenheim som ledargestalt. Gruppen, som hade förankring i den svenska ämbetsmannavärlden, uppgick 1888 i första kammarens protektionistiska parti.